# Барбарос
Барбарос или Панидос (на турски: Barbaros), е село в Източна Тракия, Турция, Вилает Родосто, околия Сюлейманпаша.

## География
Барбарос е разположено южно от Родосто на северния бряг на Мраморно море.

## История
Според статистиката на професор Любомир Милетич в 1912 година в Панадосъ (Панизо) живеят 100 гръцки семейства.